# François-Hugo de Nassau-Siegen
 François-Hugo Ferdinand Gereon de Nassau-Siegen  (Cologne, 18 octobre 1678 - Siegen, 4 mars 1735) est comte de Katzenelnbogen, comte de Vianden, comte de Diez, baron de Beilstein, baron de Renaix.

## Biographie
François-Hugo est le fils de Jean-François Desideratus de Nassau-Siegen et d'Isabelle Claire du Puget de la Serre, sa troisième épouse.
Il se marie le 3 juin 1731 avec la comtesse Léopoldine de Hohenlohe-Bartenstein (Barnstein, 21 août 1703 – Aix-la-Chapelle, 1776), fille du comte Philippe Charles de Hohenlohe-Waldenburg de Bartenstein et de la comtesse Sophie-Léopoldine de Hesse Wanfried. Cette dernière était la fille du landgrave Charles de Hesse Wanfried. Ce mariage est sans descendance.
Il devient, à la mort de son père, le 17 décembre 1699, avec ses frères, Alexis et Emanuel Ignace, baron de Renaix, mais il obtient le plein contrôle sur la baronnie le 11 octobre 1715. En 1727, il est vice-régent de Nassau-Siegen.
Un portrait de lui est vendu le 28 février 2024 par l'étude Ivoire, à Angers.
François-Hugo est inhumé dans la crypte de Nassau-Hadamar.

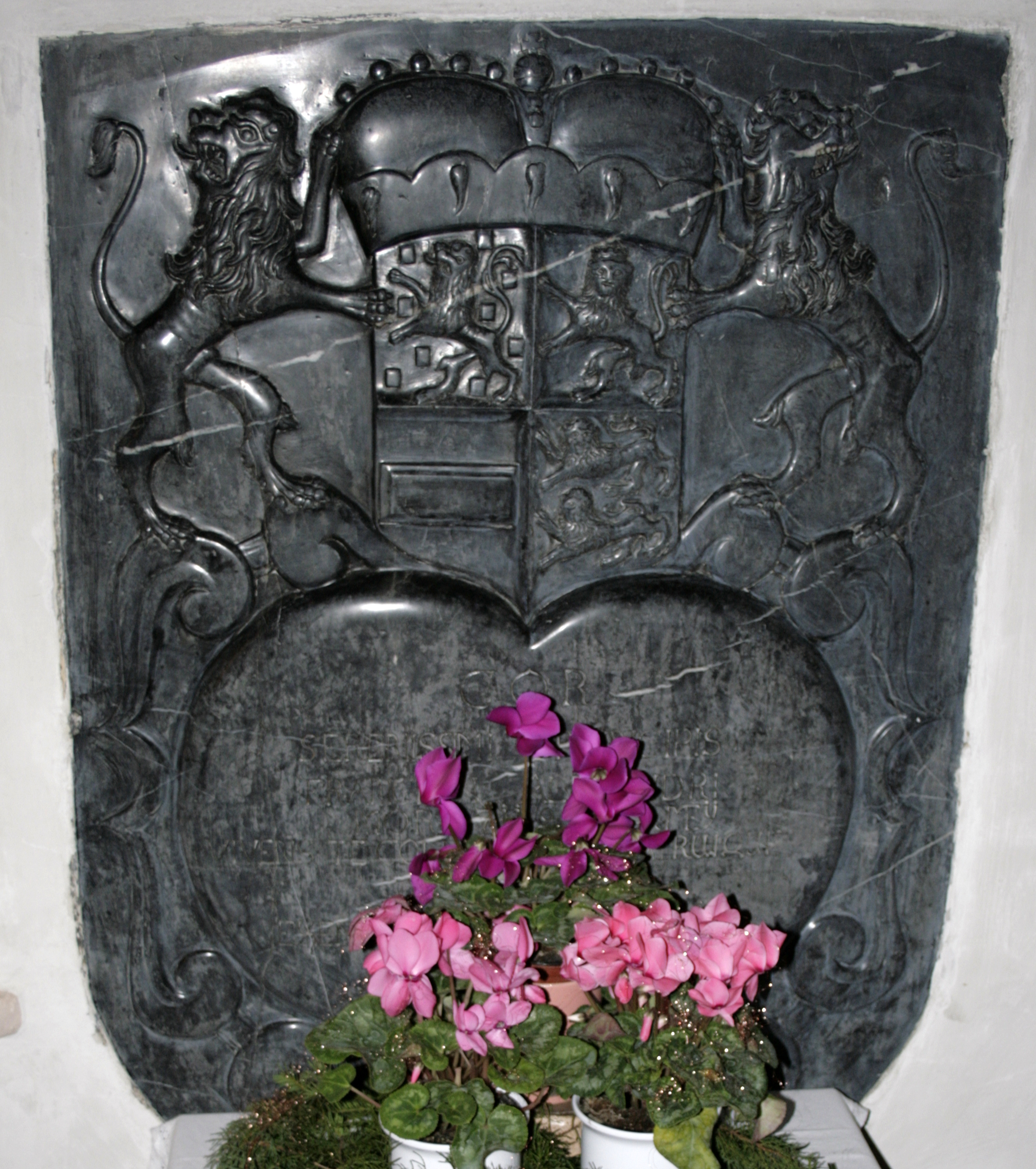
Épitaphe François Hugo de Nassau-Siegen
armes de françois Hugo de Nassau-Siegen